# Dominika Paleta
Dominika Paleta Paciorek Ibarra (Cracóvia, 23 de outubro de 1972) é uma atriz polaca-mexicana.

## Biografia
Filha da artista plástica Barbara Paciorek Paleta e o violinista Zbigniew Paleta, bem como irmã da também atriz Ludwika Paleta, Dominika chegou ao México ainda menina, porque seu pai recebeu uma excelente oferta de emprego na Cidade do México no começo dos anos 80, desse modo imigrou com a sua família.
Dominika desde pequena apareceu em comerciais e em obras de teatro, e teve papéis com pouca importância em algumas telenovelas, sua grande oportunidade foi quando tinha 20 anos de idade, protagonizando a telenovela Amada enemiga, onde demonstrou seu talento, desde então fez vários outros projetos importante na televisão. Os produtores a convidaram para atuar em distintas telenovelas onde ela começou a interpretar papéis de vilãs, como "Leda Duran" em La usurpadora no ano de 1998, atuando com Gabriela Spanic, Fernando Colunga, Libertad Lamarque entre outros grandes atores da trama. 
Na telenovela La Intrusa em 2001, ela também interpretou uma jovem rica e esnobe, contracenando ao lado de Arturo Peniche, Laura Zapata, Sergio Sendel e novamente Gabriela Spanic, ela também ganhou reconhecimento da crítica. Outras telenovelas em que ela atuou foram: Rosalinda em 1999, da grande atriz e cantora Thalía, e com o ator Fernando Carrillo, ainda no ano de 1999 participou da telenovela Locura de amor e Por un beso ambas em  2000, entre outras.
Ela também trabalhou para a rede de televisão Telemundo, onde gravou Los Plateados atuando com Mauricio Islas, e no "remake" de La mentira, a telenovela El Juramento como a vilã "Alma" ao lado de Natalia Streignard, Osvaldo Rios, e dos grandes atores mexicanos Susana Dosamantes e Héctor Bonilla.
Além disso, na Telemundo também protagonizou El alma herida, dando vida a "Patricia Araiza" outra vilã, contracenando com a atriz Itatí Cantoral. Em 2007, foi apresentadora do programa Crecer jugando, um programa direcionado para mães com crianças pequenas. Ainda este ano, Dominika retorna a Televisa e atua no episódio com o nome de "Embalsamente" da série de terror Trece miedos.
No teatro, aderiu ao elenco da aclamada peça Os monólogos da vagina.
Em 2008, ingressou na produção do diretor Nicandro Díaz González, a telenovela Mañana es para siempre, dando vida a personagem de "Liliana Elizalde Rivera", uma jovem que passa 15 anos pressa em um sanatório acusada de ter provocado a morte da sua mãe. Nessa telenovela ela volta a atuar com Fernando Colunga depois de 12 anos, no elenco conta com as presenças estrelares de Lucero, Silvia Navarro e Sergio Sendel com quem contracenou em La Intrusa.
Ela estudou "História da arte" na Universidade Iberoamericana, na Cidade do México. Em 2001 ela se casou com ator uruguaio Fabián Ibarra com quem tem duas filhas, Maria e Aitana também fala fluentemente três idiomas Espanhol, Inglês e Polonês
No ano de 2009 Dominika mostra mais das suas facetas artísticas, sendo dubladora, na produção da Disney, o filme infantil de animação Tinker Bell uma aventura no mundo das fadas, que foi distribuído para todos os países de língua espanhola da América Latina, no filme ela não dubla nenhuma personagem especificamente, apenas narra toda história acompanhada pelo ator argentino Kike Porcellana.
Em 2010 após o grande sucesso em Mañana es para siempre o produtor Nicandro Díaz González a convidou para viver a protagonista da telenovela Soy tu dueña, mas ela recusou dizendo ter outro projetos como cinema e teatro, e ressaltou que ser protagonista para ela não é importante, já que teve essa experiência em 1997 na telenovela Amada enemiga.
De volta a televisão no ano de 2010, a convite do produtor Pedro Torres, Dominika atua em um dos episódios da terceira temporada, da famosa série Mujeres Asesinas. E também nesse mesmo ano ela atua como a personagem antagonista da telenovela Triunfo del Amor, do produtor Salvador Mejía Alejandre, atuando com Willian Levy, Maite Perroni e Victoria Ruffo, entre outros grandes atores.
No ano de 2012 após de vários anos, Dominika volta a atuar com a sua irmã Ludwika Paleta, na peça teatral "La Madriguera"..em 2015 é confirmada na produção de Antes muerta que Lichita.
Mesmo que não pareça, a atriz protagonizou apenas uma novela, qual é Amada enemiga, de 1997, interpretando a personagem Jéssica.

## Trajetória

### Telenovelas
| Telenovelas | Telenovelas              | Telenovelas                 | Telenovelas                      |
| Ano         | Título                   | Canal                       | Papel                            |
| ----------- | ------------------------ | --------------------------- | -------------------------------- |
| 2022        | Rebelde                  | Netflix                     | Marina Funtanet                  |
| 2016        | El hotel de los secretos | Televisa                    | Sofia Alarcón de Vergara         |
| 2015        | Antes muerta que Lichita | Televisa                    | Sheila Duarte                    |
| 2013        | Por siempre mi amor      | Televisa                    | Sonia Arenas                     |
| 2010-2011   | Triunfo del Amor         | Televisa                    | Jimena de Alba Sandoval          |
| 2008-2009   | Mañana es para siempre   | Televisa                    | Liliana Elizalde Rivera          |
| 2007-2008   | El juramento             | Telemundo                   | Alma Robles Conde                |
| 2005        | Los Plateados            | Telemundo                   | Luciana Castañeda                |
| 2003        | El alma herida           | Argos Comunicação Telemundo | Patricia Araiza                  |
| 2001        | La Intrusa               | Televisa                    | Anabella Roldan Limantour        |
| 2000        | Por un beso              | Televisa                    | Fernanda Lavalle de Díaz de León |
| 2000        | Locura de amor           | Televisa                    | Pamela                           |
| 1999        | Tres mujeres             | Televisa                    | Raquel Lerdo Muñoz               |
| 1999        | Alma rebelde             | Televisa                    | Graciela                         |
| 1998        | La Usurpadora            | Televisa                    | Leda Durán Bracho                |
| 1997        | Amada enemiga            | Televisa                    | Jessica Quijano Proal            |
| 1992        | El abuelo y yo           | Televisa                    | Elisa                            |

### Séries
| Séries de Televisão | Séries de Televisão          | Séries de Televisão | Séries de Televisão              | Séries de Televisão |
| Ano                 | Título                       | Canal               | Papel                            |                     |
| ------------------- | ---------------------------- | ------------------- | -------------------------------- | ------------------- |
| 2010                | Mujeres Asesinas 3           | Televisa            | Maria Sandoval "Maria, Fanática" |                     |
| 2007                | Trece miedos                 | Televisa            | Erika Wong                       |                     |
| 2000                | Mujer, casos de la vida real | Televisa            |                                  |                     |
| 1999                | Camino a casa                | Televisa            |                                  |                     |

### Cinema
| 2011 | La otra familia     | Luisa   |
| 2010 | Reminiscencia       | Elena   |
| 2004 | La noche de siempre | Claudia |
| 2003 | Ladies Night        | Lila    |
| 1999 | Un Ángel para Pablo |         |

#### Teatro
| 2012 | La Madriguera                            |  |
| 2008 | Los monólogos de la vagina               |  |
| 2005 | Yo estaba ocupada encontrando respuestas |  |
| 2004 | La Prueba                                |  |